# Campeonato Neerlandés de Fútbol 1945-46
El Campeonato Neerlandés de Fútbol 1945/46 fue la 57.ª edición del campeonato de fútbol de los Países Bajos. Participaron 66 equipos divididos en seis divisiones. El campeón nacional sería determinado por un grupo final formado con los ganadores de las divisiones de fútbol del este, norte, dos del sur y dos del oeste. HFC Haarlem ganó el campeonato de este año.

## Divisiones

### Eerste Klasse Este
|    | Club             | PJ | PG | PE | PP | GF | GC | Pts | DG  |                                           |
| -- | ---------------- | -- | -- | -- | -- | -- | -- | --- | --- | ----------------------------------------- |
| 1  | NEC Nijmegen     | 20 | 10 | 7  | 3  | 46 | 28 | 27  | +18 | Clasificado al grupo final por el título. |
| 2  | Go Ahead         | 20 | 11 | 4  | 5  | 51 | 32 | 26  | +19 |                                           |
| 3  | Enschedese Boys  | 20 | 11 | 4  | 5  | 54 | 43 | 26  | +11 |                                           |
| 4  | AGOVV Apeldoorn  | 20 | 9  | 7  | 4  | 47 | 35 | 25  | +12 |                                           |
| 5  | Heracles         | 20 | 7  | 7  | 6  | 40 | 33 | 21  | +7  |                                           |
| 6  | Quick Nijmegen   | 20 | 8  | 5  | 7  | 31 | 35 | 21  | -4  |                                           |
| 7  | Be Quick Zutphen | 20 | 7  | 4  | 9  | 47 | 42 | 18  | +5  |                                           |
| 8  | SC Enschede      | 20 | 7  | 4  | 9  | 38 | 48 | 18  | -10 |                                           |
| 9  | HVV Tubantia     | 20 | 6  | 4  | 10 | 41 | 54 | 16  | -13 |                                           |
| 10 | FC Wageningen    | 20 | 4  | 4  | 12 | 27 | 44 | 12  | -17 |                                           |
| 11 | PEC Zwolle       | 20 | 4  | 2  | 14 | 31 | 59 | 10  | -28 | Descendido.                               |

PJ = Partidos jugados; PG = Partidos ganados; PE = Partidos empatados; PP = Partidos perdidos; GF = Goles a favor; GC = Goles en contra; Pts = Puntos; DG = Diferencia de goles

### Eerste Klasse Norte
|    | Club            | PJ | PG | PE | PP | GF | GC | Pts | DG  |                                           |
| -- | --------------- | -- | -- | -- | -- | -- | -- | --- | --- | ----------------------------------------- |
| 1  | sc Heerenveen   | 20 | 16 | 1  | 3  | 69 | 25 | 33  | +44 | Clasificado al grupo final por el título. |
| 2  | GVAV Rapiditas  | 19 | 11 | 4  | 4  | 46 | 20 | 26  | +26 |                                           |
| 3  | Sneek Wit Zwart | 18 | 9  | 4  | 5  | 28 | 19 | 22  | +9  |                                           |
| 4  | VV Leeuwarden   | 20 | 10 | 2  | 8  | 36 | 31 | 22  | +5  |                                           |
| 5  | Be Quick 1887   | 18 | 8  | 3  | 7  | 36 | 29 | 19  | +7  |                                           |
| 6  | Velocitas 1897  | 19 | 7  | 3  | 9  | 32 | 34 | 17  | -2  |                                           |
| 7  | Achilles 1894   | 20 | 7  | 3  | 10 | 26 | 43 | 17  | -17 |                                           |
| 8  | Veendam         | 19 | 7  | 2  | 10 | 25 | 51 | 16  | -26 |                                           |
| 9  | HSC             | 19 | 4  | 6  | 9  | 23 | 27 | 14  | -4  |                                           |
| 10 | LAC Frisia 1883 | 19 | 5  | 4  | 10 | 26 | 40 | 14  | -14 |                                           |
| 11 | LSC Sneek       | 19 | 3  | 4  | 12 | 15 | 43 | 10  | -28 | Descendido.                               |

PJ = Partidos jugados; PG = Partidos ganados; PE = Partidos empatados; PP = Partidos perdidos; GF = Goles a favor; GC = Goles en contra; Pts = Puntos; DG = Diferencia de goles

### Eerste Klasse Sur-I
|    | Club           | PJ | PG | PE | PP | GF | GC | Pts | DG  |             |
| -- | -------------- | -- | -- | -- | -- | -- | -- | --- | --- | ----------- |
| 1  | NAC            | 20 | 15 | 3  | 2  | 52 | 16 | 33  | +36 | Desempate.  |
| 2  | BVV Den Bosch  | 20 | 16 | 1  | 3  | 59 | 12 | 33  | +47 | Desempate.  |
| 3  | LONGA          | 19 | 11 | 6  | 2  | 47 | 14 | 28  | +33 |             |
| 4  | NOAD           | 20 | 13 | 2  | 5  | 42 | 34 | 28  | +8  |             |
| 5  | FC Eindhoven   | 19 | 10 | 4  | 5  | 42 | 20 | 24  | +22 |             |
| 6  | Willem II      | 20 | 9  | 4  | 7  | 45 | 35 | 22  | +10 |             |
| 7  | Baronie/DNL    | 20 | 4  | 6  | 10 | 37 | 56 | 14  | -19 |             |
| 8  | VV Helmond     | 20 | 2  | 7  | 11 | 21 | 42 | 11  | -21 |             |
| 9  | VC Vlissingen  | 20 | 4  | 3  | 13 | 24 | 50 | 11  | -26 |             |
| 10 | RKTVV Tilburg  | 20 | 2  | 4  | 14 | 19 | 67 | 8   | -48 |             |
| 11 | RBC Roosendaal | 20 | 2  | 2  | 16 | 21 | 63 | 6   | -42 | Descendido. |

PJ = Partidos jugados; PG = Partidos ganados; PE = Partidos empatados; PP = Partidos perdidos; GF = Goles a favor; GC = Goles en contra; Pts = Puntos; DG = Diferencia de goles

### Desempate
- NAC 1 - 0 BVV Den Bosch

NAC clasificado al grupo final por el título.

### Eerste Klasse Sur-II
|    | Club           | PJ | PG | PE | PP | GF | GC | Pts | DG  |                                           |
| -- | -------------- | -- | -- | -- | -- | -- | -- | --- | --- | ----------------------------------------- |
| 1  | Limburgia      | 20 | 13 | 2  | 5  | 47 | 22 | 28  | +25 | Clasificado al grupo final por el título. |
| 2  | MVV Maastricht | 20 | 11 | 5  | 4  | 62 | 33 | 27  | +29 |                                           |
| 3  | Maurits        | 20 | 11 | 2  | 7  | 44 | 36 | 24  | +8  |                                           |
| 4  | Juliana        | 20 | 10 | 4  | 6  | 42 | 41 | 24  | +1  |                                           |
| 5  | VV Brabantia   | 19 | 9  | 4  | 6  | 36 | 29 | 22  | +7  |                                           |
| 6  | SC Emma        | 20 | 7  | 5  | 8  | 37 | 39 | 19  | -2  |                                           |
| 7  | PSV Eindhoven  | 20 | 7  | 4  | 9  | 42 | 35 | 18  | -7  |                                           |
| 8  | VVV Venlo      | 19 | 7  | 4  | 8  | 48 | 51 | 18  | -3  |                                           |
| 9  | Bleijerheide   | 20 | 6  | 2  | 12 | 46 | 61 | 14  | -15 |                                           |
| 10 | De Spechten    | 20 | 6  | 1  | 13 | 33 | 53 | 13  | -20 |                                           |
| 11 | RFC Roermond   | 20 | 5  | 1  | 14 | 36 | 73 | 11  | -37 | Descendido.                               |

PJ = Partidos jugados; PG = Partidos ganados; PE = Partidos empatados; PP = Partidos perdidos; GF = Goles a favor; GC = Goles en contra; Pts = Puntos; DG = Diferencia de goles

### Eerste Klasse Oeste-I
|    | Club            | PJ | PG | PE | PP | GF | GC | Pts | DG  |                                           |
| -- | --------------- | -- | -- | -- | -- | -- | -- | --- | --- | ----------------------------------------- |
| 1  | AFC Ajax        | 20 | 15 | 3  | 2  | 72 | 35 | 33  | +37 | Clasificado al grupo final por el título. |
| 2  | De Volewijckers | 20 | 15 | 2  | 3  | 81 | 42 | 32  | +39 |                                           |
| 3  | Hermes DVS      | 20 | 10 | 4  | 6  | 66 | 59 | 24  | +7  |                                           |
| 4  | Xerxes          | 20 | 11 | 1  | 8  | 73 | 59 | 23  | +14 |                                           |
| 5  | ADO Den Haag    | 20 | 9  | 3  | 8  | 61 | 53 | 21  | +8  |                                           |
| 6  | DOS             | 20 | 9  | 1  | 10 | 41 | 44 | 19  | -3  |                                           |
| 7  | Emma            | 20 | 7  | 3  | 10 | 39 | 42 | 17  | -3  |                                           |
| 8  | HFC EDO         | 20 | 6  | 3  | 11 | 39 | 52 | 15  | -13 |                                           |
| 9  | VSV             | 20 | 6  | 3  | 11 | 50 | 75 | 15  | -25 |                                           |
| 10 | RFC Rotterdam   | 20 | 5  | 1  | 14 | 32 | 71 | 11  | -39 |                                           |
| 11 | HVV 't Gooi     | 20 | 5  | 0  | 15 | 38 | 60 | 10  | -22 |                                           |

PJ = Partidos jugados; PG = Partidos ganados; PE = Partidos empatados; PP = Partidos perdidos; GF = Goles a favor; GC = Goles en contra; Pts = Puntos; DG = Diferencia de goles

### Eerste Klasse Oeste-II
|    | Club                | PJ | PG | PE | PP | GF | GC | Pts | DG  |                                           |
| -- | ------------------- | -- | -- | -- | -- | -- | -- | --- | --- | ----------------------------------------- |
| 1  | HFC Haarlem         | 20 | 13 | 1  | 6  | 57 | 31 | 27  | +26 | Clasificado al grupo final por el título. |
| 2  | Blauw-Wit Amsterdam | 20 | 11 | 3  | 6  | 45 | 22 | 25  | +23 |                                           |
| 3  | Sparta Rotterdam    | 20 | 10 | 3  | 7  | 33 | 32 | 23  | +1  |                                           |
| 4  | DWS                 | 20 | 8  | 6  | 6  | 35 | 29 | 22  | +6  |                                           |
| 5  | SC Neptunus         | 20 | 7  | 7  | 6  | 34 | 34 | 21  | 0   |                                           |
| 6  | Feijenoord          | 20 | 7  | 5  | 8  | 40 | 33 | 19  | +7  |                                           |
| 7  | DHC Delft           | 20 | 7  | 5  | 8  | 28 | 38 | 19  | -10 |                                           |
| 8  | Stormvogels         | 20 | 8  | 3  | 9  | 28 | 40 | 19  | -12 |                                           |
| 9  | HBS Craeyenhout     | 20 | 7  | 3  | 10 | 42 | 45 | 17  | -3  |                                           |
| 10 | DFC                 | 20 | 7  | 3  | 10 | 40 | 50 | 17  | -10 |                                           |
| 11 | VUC                 | 20 | 5  | 1  | 14 | 27 | 55 | 11  | -28 | Descendido.                               |

PJ = Partidos jugados; PG = Partidos ganados; PE = Partidos empatados; PP = Partidos perdidos; GF = Goles a favor; GC = Goles en contra; Pts = Puntos; DG = Diferencia de goles

### Grupo final por el título
|   | Club          | PJ | PG | PE | PP | GF | GC | Pts | DG  |
| - | ------------- | -- | -- | -- | -- | -- | -- | --- | --- |
| 1 | HFC Haarlem   | 10 | 7  | 1  | 2  | 22 | 21 | 15  | +1  |
| 2 | AFC Ajax      | 10 | 7  | 0  | 3  | 33 | 16 | 14  | +17 |
| 3 | sc Heerenveen | 10 | 5  | 0  | 5  | 23 | 26 | 10  | -3  |
| 4 | NAC           | 10 | 4  | 0  | 6  | 15 | 20 | 8   | -5  |
| 5 | NEC Nijmegen  | 10 | 3  | 1  | 6  | 22 | 32 | 7   | -10 |
| 6 | Limburgia     | 10 | 3  | 0  | 7  | 22 | 22 | 6   | 0   |

PJ = Partidos jugados; PG = Partidos ganados; PE = Partidos empatados; PP = Partidos perdidos; GF = Goles a favor; GC = Goles en contra; Pts = Puntos; DG = Diferencia de goles
|                                 |
| Campeón HFC Haarlem 1.er título |